# Rio Tromaí
Rio Tromaí är ett vattendrag i Brasilien.   Det ligger i delstaten Maranhão, i den nordöstra delen av landet, 1 600 km norr om huvudstaden Brasília.
I omgivningarna runt Rio Tromaí växer i huvudsak städsegrön lövskog. Runt Rio Tromaí är det glesbefolkat, med 8 invånare per kvadratkilometer.